# Urban Trad : The Best Of
Pour les articles homonymes, voir Best of.
Albums de Urban Trad
Erbalunga
(2007)
Urban Trad : The Best Of est le cinquième album du groupe musical belge Urban Trad, ainsi que son tout premier best of, sorti en avril 2010. 
Il comporte deux titres inédits, No puedo et Do You Wanna Change Too.

## Liste des titres
1. Mecanix (Remix)
2. Rodgrod Med Flode
3. Sanomi
4. No puedo
5. Bourrée d'Erasme
6. La belle Jig
7. Get Reel
8. Vodka Time
9. Sans Garde-Fou (single version)
10. Zout
11. Hedningarden
12. Do You Wanna Change Too
13. Leina Street
14. Diama Dén (single version)
15. Oh la belle
16. Vigo